# Ernst Witt

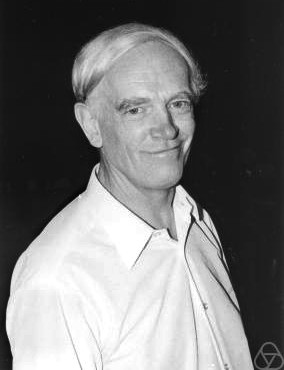
Ernst Witt in Nizza, 1970

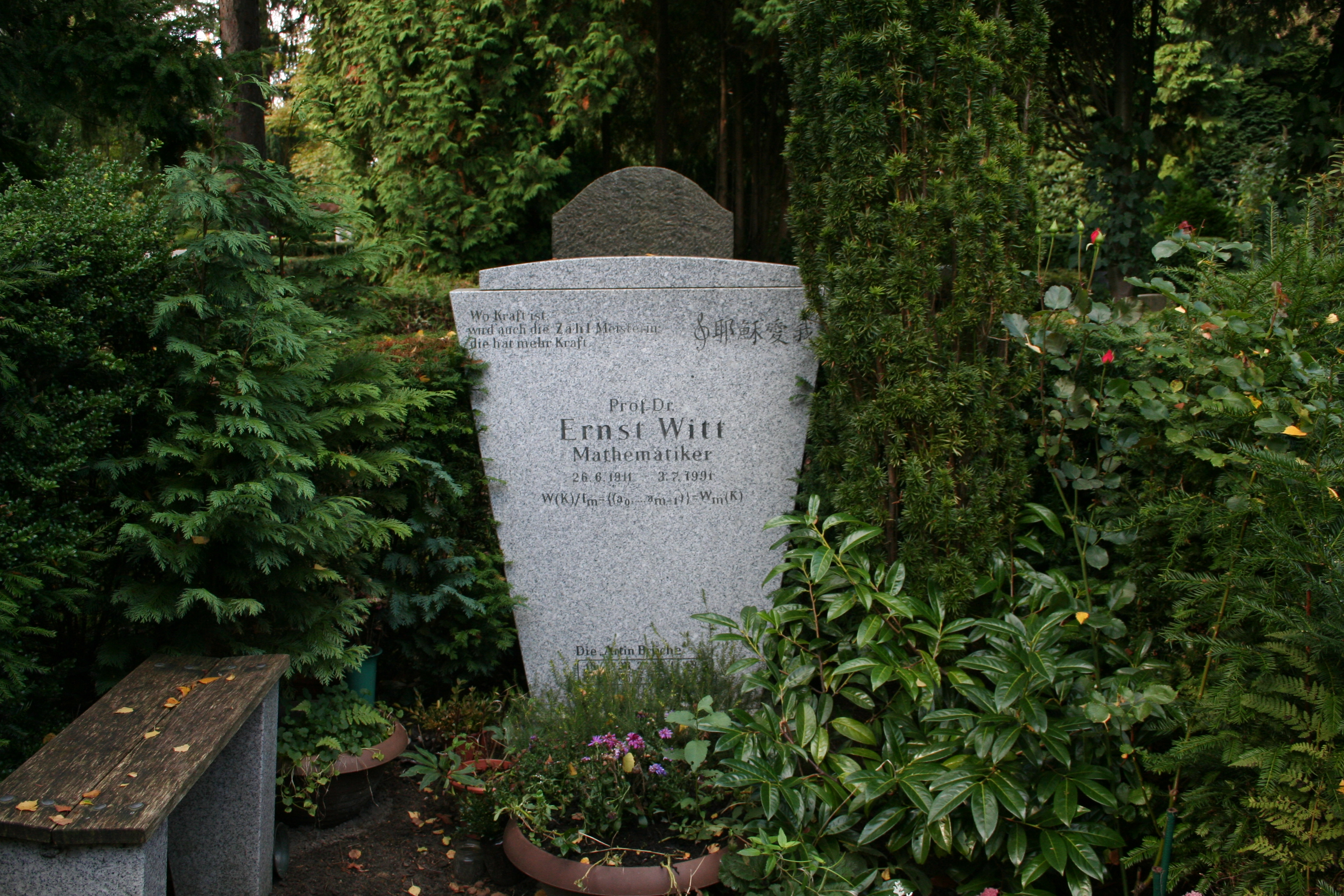
Grab von Ernst Witt

Ernst Witt (* 26. Juni 1911 auf Alsen, Deutsches Reich; † 3. Juli 1991 in Hamburg) war ein deutscher Mathematiker.

## Leben
Witt wurde auf der ab 1920 zu Dänemark gehörenden Insel Alsen geboren. Sein Vater Heinrich Witt (1871–1959) war seit 1900 Missionar für die Liebenzeller Mission in China, und Witt wurde während eines Heimaturlaubs seines Vaters von 1911 bis 1913 geboren. Seine Mutter Charlotte Jepsen stammte aus Sønderborg auf Alsen. Kurz nach seiner Geburt zog er mit seinen Eltern nach China, wo sein Vater die Liebenzeller Mission in Changsha leitete. Witt lernte dort Mandarin von seinem Kindermädchen. Er kehrte erst im Alter von neun Jahren von China nach Deutschland zurück, wo er mit seinem Bruder bei einem Onkel in Müllheim wohnte. Nach seiner Schulausbildung in Müllheim und dem Abitur 1929 in Freiburg im Breisgau studierte er an der Albert-Ludwigs-Universität Freiburg und ab 1930 an der Georg-August-Universität Göttingen, wo er 1934 bei Gustav Herglotz mit einem von Emmy Noether vorgeschlagenen Thema, Riemann-Rochscher Satz und Z-Funktion im Hyperkomplexen, promovierte. Er übertrug darin den Satz von Riemann-Roch auf Algebren über Funktionenkörpern. Emmy Noether war damals schon suspendiert, so dass er bei Herglotz promovierte, sie hielt aber weiter ein Seminar bei sich zu Hause ab, das auch Witt besuchte. Er fiel damit auf, dass er dort in der Uniform eines SA-Mannes auftrat. Witt war nach der Machtübergabe an die Nationalsozialisten der NSDAP (# 1.903.092) beigetreten und Mitglied der Sturmabteilung geworden. Witt war laut dem Urteil des Göttinger NS-Dozentenbundführers Werner Blume ein zuverlässiger Parteigenosse und wurde für seine Teilnahme an einem SA-Ausbildungslager gelobt.
Daneben hörte er auch bei Emil Artin 1932, als dieser in Göttingen Gastvorlesungen über Klassenkörpertheorie hielt und auf Einladung von Artin in Hamburg, wo er die Klassenkörpertheorie auf Funktionenkörper übertrug. In Göttingen gehörte er später zur Arbeitsgruppe um den Algebraiker Helmut Hasse, dessen Assistent er ab 1934 war und bei dem er sich 1936 habilitierte. Seit 1938 war Witt Dozent an der Universität Hamburg, wo er bis zu seiner Emeritierung 1979 blieb. 1939 wurde er dort außerordentlicher Professor und 1954 ordentlicher Professor, unterbrochen von zwei Jahren ab 1945 aufgrund des Entnazifizierungsverfahren bei den britischen Besatzungsbehörden, bei dem er 1947 rehabilitiert wurde. Witt leitete in Hamburg ein eigenes Seminar mit Max Deuring und ab 1951 mit Hasse. Er hatte in den 1940er Jahren auch Angebote, an der Humboldt-Universität Berlin zu lehren, wo auch Hasse war, und hielt dort Vorlesungen. Außerdem war er in den 1950er Jahren (teilweise auf Vermittlung von Wilhelm Blaschke, der sich um die Wiederaufnahme internationaler Kontakte der Hamburger Mathematiker bemühte) Gastdozent in Barcelona, Madrid (wofür er Spanisch lernte) und Rom (bei Francesco Severi). Ab Anfang der 1950er Jahre rezipierte er mit seinen Schülern auch die Anfänge der damals aus Frankreich sich ausbreitenden Bourbaki-Bewegung, die seinem mathematischen Stil besonders entgegenkam.
Zu seinen Doktoranden zählen Kay Wingberg, Ina Kersten, Walter Borho, Günter Harder, Bernhard Banaschewski, Horst Leptin, Jürgen Rohlfs, Manfred Knebusch und Sigrid Böge.

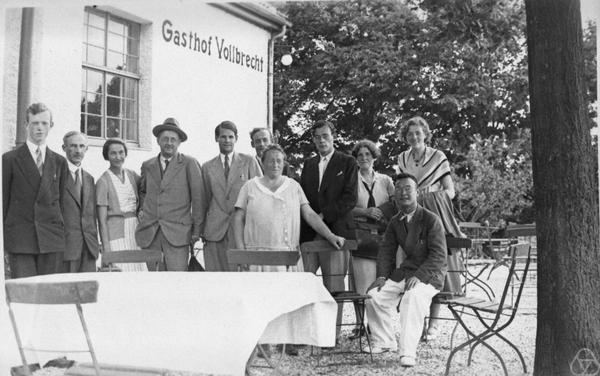
Erna Bannow (ganz rechts hinten) und ihr späterer Mann Ernst Witt (ganz links) 1932 bei Göttingen; 6.v.r.: Emil Artin.

Er war seit 1940 mit der Mathematikerin Erna Bannow verheiratet, ebenfalls eine Schülerin von Emil Artin, die 1939 in Hamburg bei Witt promovierte (Die Automorphismengruppe der Cayley-Zahlen). Mit ihr hatte er zwei Töchter.
Das Grab von Ernst Witt befindet sich auf dem Nienstedtener Friedhof in Hamburg.

## Witt in der Zeit des Nationalsozialismus
Während der Zeit des Nationalsozialismus war Witt ab 1933 Mitglied der SA, was nach Richard Courant damals bei ihm und anderen Göttinger Mathematikprofessoren Irritationen auslöste. Courant (solange er selbst noch in Göttingen verbleiben konnte) förderte Witt, der große finanzielle Schwierigkeiten hatte, sein Studium zu vollenden, und sich sehr einschränken musste. Wie (der wegen seiner oppositionellen Haltung zu den Nationalsozialisten in Hamburg bekannte) Erich Hecke und andere im Entnazifizierungsverfahren bezeugten, war die Einstellung von Witt aber nicht antisemitisch. Er wurde vielmehr als „weltfremd“ und unpolitisch charakterisiert, mit einer fast vollständigen Konzentration auf die Mathematik. An den Ausschreitungen nationalsozialistischer Studenten und seines Freundes Oswald Teichmüller an der Göttinger Universität war er nicht beteiligt. Es ist unklar, ob er selbst oder sein Freund Teichmüller es war, der in Emmy Noethers Seminar (das sie 1933 bei sich zu Hause abhielt) in SA-Uniform saß. Emmy Noether zog es vor, davon keine öffentliche Notiz zu nehmen, und unterrichtete weiter ihr Seminar, betreute Witt als Doktoranden und sorgte dafür, dass nach ihrer Entlassung Herglotz Witts Doktorarbeit weiter betreute.
Nach eigenen Worten trat Witt der SA bei, weil er dies als Auslandsdeutscher als nationale Pflicht sah, nahm an nächtlichen Gepäckmärschen der SA teil, mied aber Zusammenkünfte seiner Kameraden und wandte sich von den Nationalsozialisten ab, als er sie als desinteressiert an wissenschaftlichen Fragen wahrnahm. Als die nationalsozialistischen Studenten in Göttingen 1934 einen wissenschaftlich unbedeutenden Anwärter als Leiter des Göttinger Mathematischen Instituts favorisierten, sprach er sich dagegen aus. 1938 trat er aus der SA aus und er war auch nicht Mitglied des NS-Studentenbundes und des NS-Dozentenbundes. In einer Beurteilung des nationalsozialistischen Dozentenbundes von 1937 wurde er als ruhig und zurückhaltend, aufrichtig und geradeheraus, aber auch als exzentrisch und naiv sowie politisch indifferent beurteilt und seine Führungsqualitäten verneint. Während des Krieges war er 1941 kurz als Fernmelder an der Ostfront eingesetzt, wurde aber krank und kehrte nach der Rekonvaleszenz nicht mehr zurück an die Front, wo seine Einheit inzwischen aufgerieben worden war, sondern arbeitete in Berlin in der Chiffrierabteilung des Oberkommandos der Wehrmacht, wo er unter anderem optische maschinelle Verfahren entwickelte. Witt löste 1943 ein kompliziertes Chiffriersystem der polnischen Exilregierung in London, wobei ein spezielles mechanisches Gerät zum Einsatz kam, das „Zahlenwurm-Reduzier-Gerät“, das im Jargon halb scherzhaft als „Wittskiste“ bezeichnet wurde.

## Werk
Die Arbeit von Witt befasste sich hauptsächlich mit quadratischen Formen und verschiedenen verwandten Feldern wie algebraischen Funktionenkörpern. Er erarbeitete auch eine Klassifikation Liescher Algebren auf geometrischer Grundlage. 1938 beschrieb er die nach ihm benannten Wittschen Blockpläne, deren Existenz bereits 1931 von Robert Daniel Carmichael publiziert worden war. Er erkannte, dass die Automorphismengruppen dieser und daraus abgeleiteter Blockpläne die einfachen  Mathieugruppen sind. Witt soll auch einige neue endliche einfache Gruppen bei seiner Untersuchung der Mathieugruppen gefunden haben, publizierte das aber nicht. Er plante in den 1950er Jahren auch ein Buch über Liegruppen in der Grundlehren-Reihe des Springer Verlags, daraus wurde aber nichts. Kennzeichnend für seine Arbeiten sind Klarheit und Kürze. Er befasste sich in den 1940er und 1950er Jahren auch mit intuitionistischer Logik.

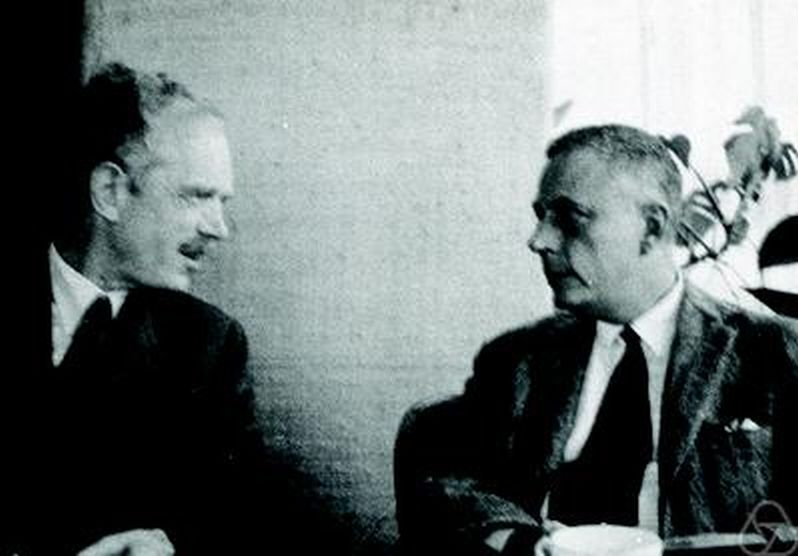
Ernst Witt (links) mit Marshall Hall

Nach ihm benannt sind die Wittvektoren, unendliche Folgen von Elementen eines kommutativen Rings. Witt konstruierte eine Ringstruktur auf der Menge solcher Vektoren derart, dass der Ring von Wittvektoren über einem endlichen Körper der Ordnung {\displaystyle p} dem Ring der p-adischen Zahlen entspricht. In seiner Habilitation über quadratische Formen in beliebigen Körpern führte er nach ihm benannte Witt-Ringe und Witt-Gruppen ein. Nach ihm, Henri Poincaré und Garrett Birkhoff ist der Satz von Poincaré-Birkhoff-Witt über einhüllende universelle Algebren von Liealgebren benannt.

## Publikationen
- Collected Papers – Gesammelte Abhandlungen. Hrsg. von Ina Kersten, Springer Verlag 1998, ISBN 3-540-57061-6.